# Estafa de l'estampeta

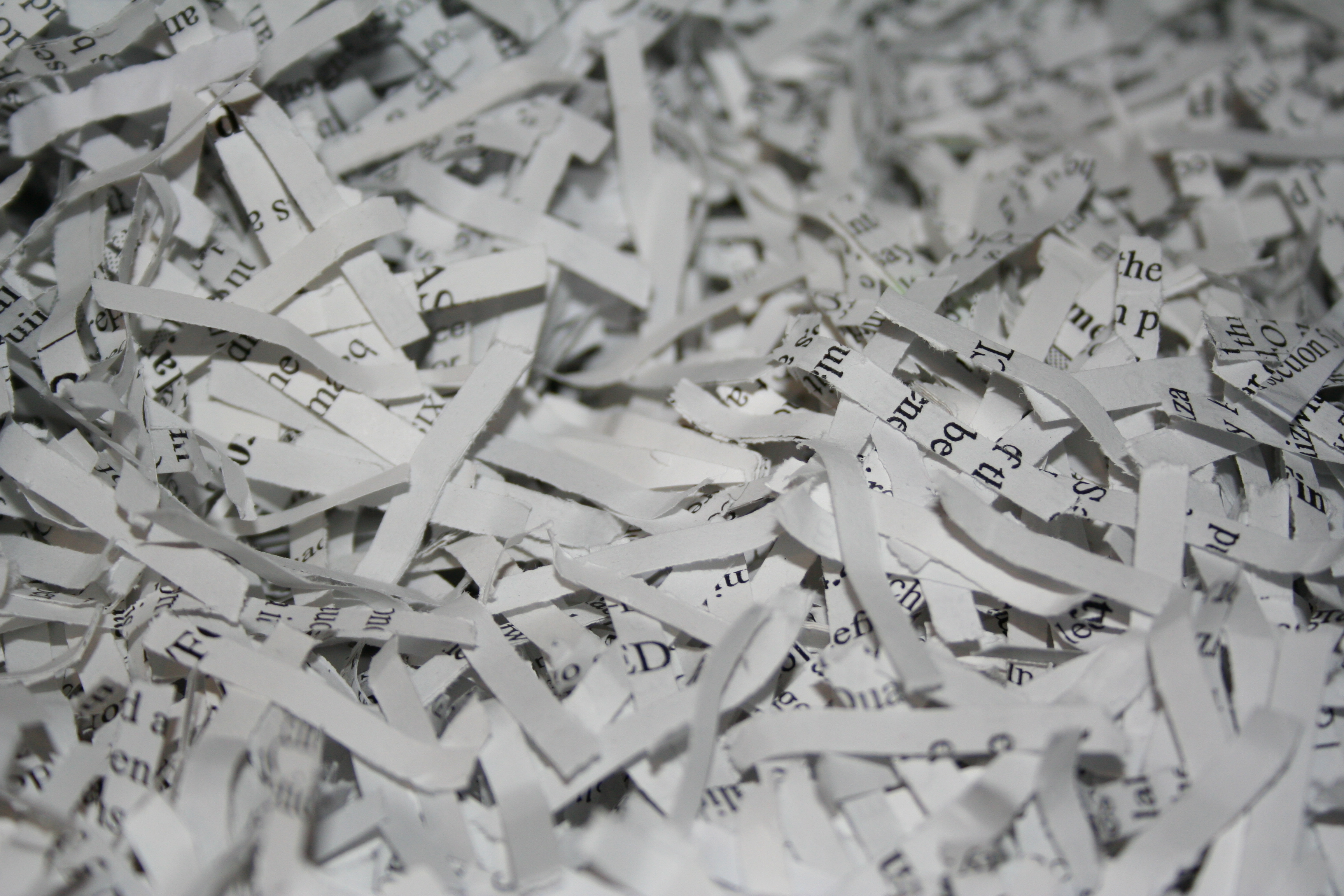
Pel pagament "a la bestreta", l'estafat obté retalls de paper.

L'estafa de l'estampeta (o enganyifa de l'estampeta) és una estafa tradicional que se solia fer en llocs públics.
L'origen d'aquesta estafa es remunta a l'any 1910 i el seu creador va ser Julián Delgado. Delgado se servia d'un pretès ximple amb un sobre ple de bitllets al qual no donava cap importància perquè creia que el que portava eren meres estampetes. Amb això entaulava conversa amb algun ciutadà i entrava en escena un llest que proposava al ciutadà estafar el ximple. Llavors el ciutadà li oferia al pretès ximple una petita quantitat de diners per les seves estampetes. No obstant això, quan ja el llest i el ximple havien marxat el ciutadà s'adonava que en el sobre que li havien donat no hi havia diners, sinó papers sense valor.
Per extensió, el nom d'aquesta estafa designa qualsevol estafa en què l'estafat paga una quantitat de diners per tal d'obtenir una suma més gran de diners o un objecte més valuós, el qual al final resulta que no existeix.